# Cono di scorie

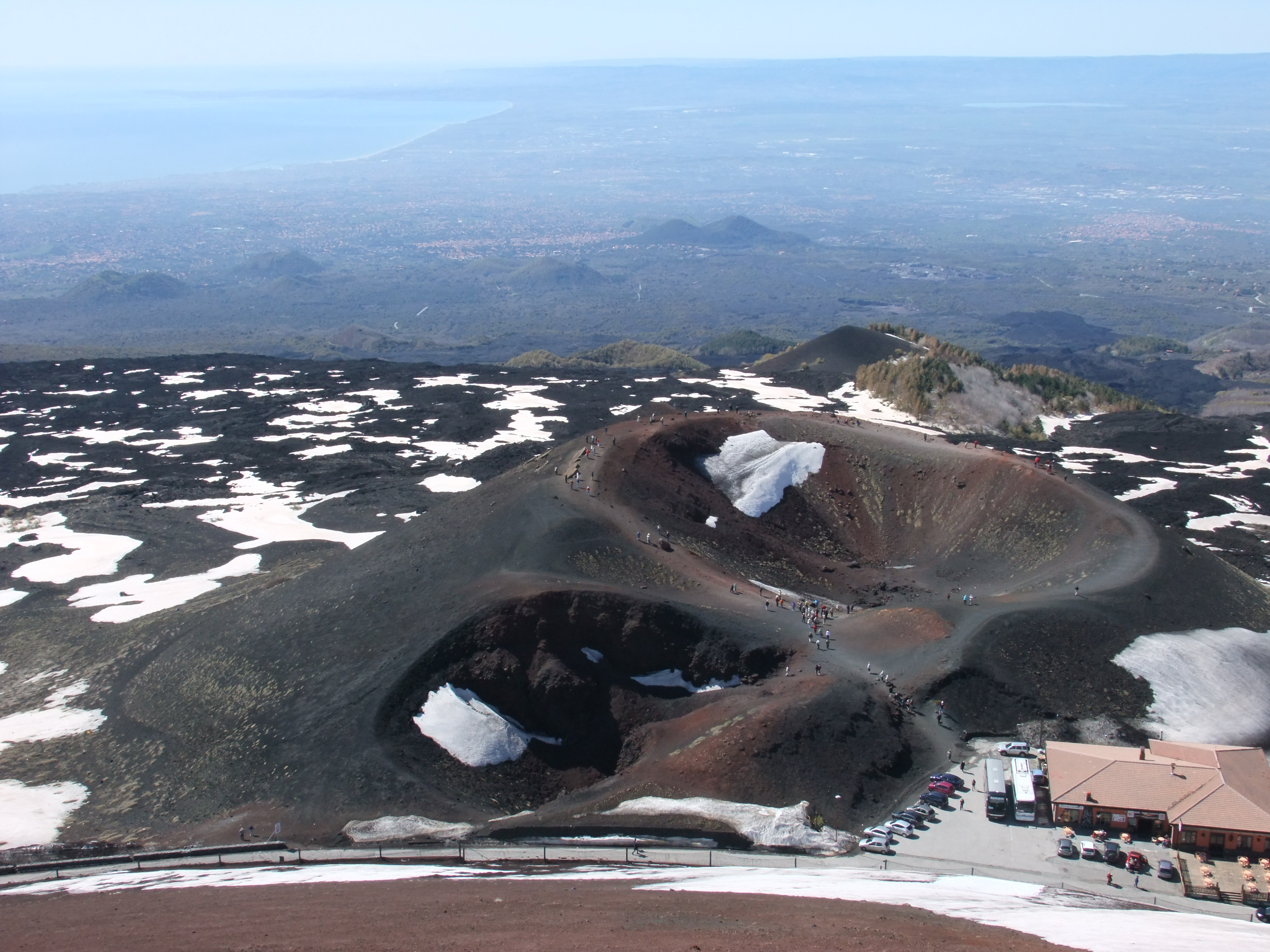
I Monti Silvestri sull'Etna

Un cono di scorie è un ammasso di frammenti di lava solidificata presentante un cratere alla sommità. Si formano quando su un vulcano si apre un cratere secondario che, per la sua attività esplosiva, erutta materiali piroclastici. Hanno forma conica con i fianchi molto ripidi, ma tendono a essere smantellati in breve tempo, dato che i loro materiali sono detriti incoerenti. Si trovano spesso come edifici minori entro i grandi vulcani a scudo o gli stratovulcani.